# مهرجان سانريمو الموسيقي
مهرجان سانريمو الموسيقي (بالإيطالية Festival della canzone italiana di Sanremo) والمعروف اختصارا بـ Festival di Sanremo أو Sanremo Music Festival مهرجان موسيقي يقام في مدينة سانريمو الإيطالية. أقيم المهرجان أول مرة بين 29 و 31 يناير / كانون الثاني 1951 وأذيع عبر راي الإذاعة الإيطالية الرسمية. بالإضافة إلى الفنانين الإيطاليين، المهرجان أغطى المجال لفنانين أجانب نالوا شهرة عالمية.
الفائز في المهرجان إجمالا يمثل إيطاليا في مسابقة الأغنية الأوروبية (اليويوفيجن) كما أنه لعب دورا رئيسيا في إطلاق أسماء مهمة لفنانين إيطاليين عديدين مثل أندريا بوتشيلي، إل فولو، لورا باوزيني، إروس رامادزوتي وغيرهم.

## وصلات خارجية
- مهرجان سانريمو الموسيقي على موقع IMDb (الإنجليزية)
- مهرجان سانريمو الموسيقي على موقع ميوزك برينز (الإنجليزية)
- مهرجان سانريمو الموسيقي على موقع قاعدة بيانات الفيلم (الإنجليزية)
- الموقع الرسمي